# Царицинский голубь
Царицинский — порода голубей, выведенная русскими голубеводами. Это название существуют с давних времён и соответствует названию города по месту их формирования. Царицинские — это синегрудые голуби небольших размеров  с сизым приподнятым хвостом и опущенными крыльями. Имеют прекрасные лётные качества и хорошую ориентацию в полете,

## История
Разводились голубеводами Поволжья, в особенности в районе города Царицына (ныне Волгоград) ещё в XVIII веке. В последующие годы они послужили исходным материалом для создания новых пород.

## Полет
Царицинские обладают прекрасными летными качествами.

## Стандарт на Царицинских

### Общий вид
Небольшой спокойный вислокрылый голубь с довольно простой фигурой, низкой посадкой, неоперенными ногами.

### Расовые признаки
- Голова: небольшая, гладкая, без чуба, округлая, незначительно удлиненная, темя плоское, лоб относительно высокий.
- Глаза: средней величины, выразительные, радужная оболочка желто-кукурузного цвета, зрачок темный, веко сероватое, узкое.
- Клюв: средней длины и толщины, ближе к короткому (11—15 мм), телесного цвета, хорошо сомкнут, восковицы слабо развиты, хорошо прилегают к клюву, белые, гладкие.
- Шея: средней длины, неполная, плавно сопрягается с грудью, спиной и головой без подтряса, изредка встречается с подтрясом. При равных показателях в стандарте им отдается предпочтение.
- Грудь: средней ширины, как у простого голубя, выпуклая.
- Спина: закороченная, в плечах широкая, незначительно покатая к хвосту.
- Крылья: пропорционально длинные с хорошо сомкнутыми упругими маховыми перьями, плотно прижатые к туловищу, опущенные ниже хвоста и почти касающиеся земли (вислокрылые).
- Хвост: средней длины, состоит из 12—14 перьев, приподнят, плоский, незначительно расширен к концу и имеет темную поперечную ленту.
- Ноги: небольшие, неоперенные, красного цвета, когти белые.
- Оперение: плотное, хорошо прилегающее к телу, без перьевых украшений.

### Цвет и рисунок
Окраска оперения сине-белая. Рисунок сорочий. В синий цвет окрашены голова, шея, грудь, брюшко, спина и хвост; в белый — весь щиток, маховые перья крыла; в светло-голубой (почти белый) — раздел на спине около хвоста (репица). Вся окраска сочных цветов; на голове, шее, груди и хвосте более темная. На шее и груди имеется металлический блеск сине-фиолетового цвета. Предпочтение отдается светло-синим тонам (голубым).

### Мелкие допустимые недостатки
- укороченный корпус,
- незначительная гранность головы,
- красные или темные веки,
- тонкий или с потемнением клюв,
- полная и короткая шея,
- наличие небольших белых перьев у глаз, на подклювье и горле,
- незначительно овальный хвост.

### Крупные недопустимые недостатки
- большие заходы цветных перьев на крыльях,
- наличие белых перьев на голове, шее, груди и в хвосте,
- черные перья на щитках (ремни),
- цветные перья среди маховых перьев крыла,
- белое брюшко и подхвостье,
- разноглазость или светлые глаза,
- длинный или черный клюв,
- крупное и грубое телосложение,
- длинные или оперенные ноги.